# HK Riga
Der HK Riga (früher Dinamo-Juniors Riga) ist ein lettischer Eishockeyclub aus Riga, der seit 2009 als Farmteam von Dinamo Riga agiert und zwischen 2011 und 2022 an der Molodjoschnaja Chokkeinaja Liga, der KHL-zugehörigen Juniorenliga, teilnahm.

## Geschichte
Im Sommer 2009 wurde die als SK LSPA/Riga spielende U20-Mannschaft des SK Riga aufgelöst, in den KHL-Club Dinamo Riga eingegliedert und in Dinamo-Juniors Riga umbenannt. Zudem wurde der Kader mit Spielern des HK Riga 2000 aufgefüllt, der zuvor in Konkurs gegangen war und bis dahin als Farmteam von Dinamo agiert hatte. Die Juniors nahmen zunächst an der offenen belarussischen Meisterschaft teil und wurden 2010 lettischer Meister.
2010 erfolgte eine weitere Umstrukturierung des Farmteams. Dabei wurde dieses in HK Riga umbenannt und in die Molodjoschnaja Chokkeinaja Liga (MHL) aufgenommen. Die Spieler des neuen MHL-Teams wurden hauptsächlich aus dem SK Riga 18 rekrutiert, der bis dahin an der lettischen Eishockeyliga teilgenommen hatte. 2011 wurde eine weitere Juniorenmannschaft für die zweite Spielklasse der MHL gemeldet. Diese wurde HK Juniors Riga genannt und spielte zwischen 2011 und 2013 in der Molodjoschnaja Chokkeinaja Liga B.
Nach dem russischen Überfall auf die Ukraine zog sich das Team im Februar 2022 aus der MHL zurück.

## Trainer
- 2009/10 Leonīds Beresņevs
- 2010–2014 Leonīds Tambijevs
- 2014–2016 Ronalds Ozoliņš
- 2016 Aleksandrs Ņiživijs
- 2016–2018 Ronalds Ozoliņš
- 2018–2019 Aigars Cipruss
- 2019–2020 Raimonds Vilkoits
- seit 2020 Valērijs Kuļibaba

## Platzierungen

### MHL
- 2010/11: 2. Platz (West), Playoff-Achtelfinale
- 2011/12:   8. Platz (West), Playoff-Achtelfinale

### Lettische Meisterschaft
- 2009/10: 1. Platz – Meister

### Belarussische Meisterschaft
- 2009/10: 11. Platz